# Amiret Touazra
Amiret Touazra (àrab: عميرة التوازرة, ʿAmīrat at-Twāzra) és un poble tunisià de la governació de Monastir. Constitueix una municipalitat amb 6.261 habitants el 2014.

## Administració
Forma una municipalitat o baladiyya, amb codi geogràfic 32 29 (ISO 3166-2:TN-12).
Al mateix temps, constitueix dos sectors o imades, Amiret Touazra (32 58 62) i Amiret Touazra Sud (32 58 63), dins de la delegació o mutamadiyya de Moknine (32 58).